# Romain Becquet
Romain Becquet (né en 1640 – décédé le 20 avril 1682) fut actif dans plusieurs positions au Québec durant sa carrière.

## Biographie
Becquet naquit en France, le fils d'un chirurgien, et arriva en Nouvelle-France en 1661. Il se maria à Québec en 1677. Il lui fut octroyé une seigneurie à Saint-Pierre-les-Becquets en 1672. 
Romain travailla comme notaire à partir de 1665. Par la suite, l'intendant Jean Talon le fit officier et sergeant. En 1678, l'évèque François de Laval le recommanda comme juge dans le comté de Saint-Laurent (Île d’Orléans) et la rive de Beaupré. Il produisit le premier registre des terres de la seigneurie. L'évèque, qui fut le premier évêque catholique de la Nouvelle-France, fut un des hommes les plus importants de son temps. Il fut aussi promu officiellement commis. 
Le travail de Becquet sur le registre des terres survécut jusqu'à nos jours. Ses documents sont conservés dans les archives judiciaire de Québec et est une œuvre des plus importantes au XVIIe siècle au Québec.